# Antonio Benarrivo
Antonio Benarrivo (* 21. August 1968 in Brindisi, Region Apulien, Italien) ist ein ehemaliger italienischer Fußballspieler.

## Karriere
Der Verteidiger Benarrivo kam von seinem Heimatclub Football Brindisi 1912 über Calcio Padova 1991 zum AC Parma. Unter Trainer Nevio Scala avancierte er Anfang der 1990er Jahre zu einem der besten Verteidiger der Serie A und schaffte den Sprung in die italienische Nationalmannschaft. Mit Parma gewann er unter Nevio Scala in der Saison 1991/92 die Coppa Italia und 1992/93 den Europapokal der Pokalsieger. Mit Italien wurde er unter Arrigo Sacchi bei der Fußball-Weltmeisterschaft 1994 in den USA Vize-Weltmeister. Insgesamt spielte er für Parma bis 2004 257 Spiele in der Serie A und absolvierte 23 Länderspiele für Italien.

## Erfolge
- Italienischer Pokalsieger: 1991/92, 1998/99,  2001/02
- Italienischer Supercup: 1999
- Europapokal der Pokalsieger: 1992/93
- Europäischer Supercup: 1993
- UEFA-Pokal: 1994/95, 1998/99